# Luka Lončar
Luka Lončar, hrvaški vaterpolist, * 26. junij 1987, Zagreb, SR Hrvaška, SFRJ.
Je eden najboljših hrvaških vaterpolistov. Lončar je bil del hrvaške ekipe na poletnih olimpijskih igrah leta 2016, kjer je ekipa osvojila srebrno medaljo.